# Шаройський район
Шаройський район (чеч. Шаройн КІошт, рос. Шаройский район) - адміністративна одиниця у складі Чеченської республіки Російської Федерації. Адміністративний центр - село Хімой.
Розташований на південному сході республіки, у високогірному Кавказі. Район утворений 2000 року. Населення становить 3 112 осіб. Площа - 400 км².
У районі розташовані 12 населених пунктів, які підпорядковані 11 сільським поселенням.

## Населення
Національний склад населення району за даними Всеросійського перепису населення 2010 року:
| Національність            | Чисельність, осіб | Відсоток від усього населення, % |
| ------------------------- | ----------------- | -------------------------------- |
| аварці (головно чамалали) | 1 686             | 54,49 %                          |
| чеченці                   | 1 395             | 45,09 %                          |
| росіяни                   | 2                 | 0,06 %                           |
| не вказали                | 11                | 0,36 %                           |
| всього                    | 3 094             | 100,00 %                         |